# Glauco Saraiva
Glaucus Saraiva da Fonseca (São Jerônimo, 24 de dezembro de 1921 — Porto Alegre, 17 de julho de 1983), Glaucus Saraiva, também conhecido como Glauco Saraiva, foi um poeta gaúcho, da poesia crioula, tradicionalista, folclorista, historiador, professor, pesquisador, escritor, conferencista, músico, e compositor brasileiro. É personagem importante do tradicionalismo gaúcho, juntamente com Paixão Cortes e Barbosa Lessa.
Era filho de Álvaro Saraiva da Fonseca e Luiza Saraiva da Fonseca, o filho mais novo de uma família tradicional gaúcha. Teve 07 (sete) irmãos: Agamenon Saraiva da Fonseca, Demóstenes Saraiva da Fonseca, Marcos Vinicius Saraiva da Fonseca, Petronius Saraiva da Fonseca, Ligia Saraiva da Fonseca, Semíramis Saraiva da Fonseca, Iracema Saraiva da Fonseca. Deixou uma filha: Maria Luiza Saraiva Soares.
Foi sócio fundador da Estância da Poesia Crioula e do 35 Centro de Tradições Gaúcha, do qual foi o primeiro patrão (presidente). Idealizou e tornou realidade o IGTF - Instituto Gaúcho de Tradição e Folclore, órgão vinculado a Secretária de Estado da Cultura, instituído pelo Decreto n.º 23.613, de 27 de dezembro de 1974, tendo sido seu primeiro diretor técnico, e o Parque Histórico General Bento Gonçalves da Silva, na Estância do Cristal, em Camaquã, e o Galpão Crioulo do Palácio Piratini, que pelo Decreto Estadual nº 31.204, de 1º de agosto de 1983, passou a chamar-se Galpão Gaúcho Glaucus Saraiva
Foi professor de folclore do curso de Pós-Graduação da Faculdade de Música Palestrina, professor no Curso de Extensão Universitária da PUC (Folclore na Educação) e no SENAC (Culinária Gauchesca e Usos e Costumes do Sul), e conferencista internacional sobre folclore. Presidiu três congressos tradicionalistas: em Santa Vitória do Palmar (1973), Pelotas (1975) e Passo Fundo (1977). Desenvolveu, também, profunda pesquisa sobre os brinquedos tradicionais das crianças gaúchas, promovendo exposições e publicações a este respeito. Formulou a Carta de Princípios do MTG - Movimento Tradicionalista Gaúcho, o mais importante documento para a fixação da ideologia e dos compromissos tradicionalistas, aprovada no 8º Congresso Tradicionalista, em julho de 1961 em Taquara - RS. Autor da nomenclatura simbólica do tradicionalismo.
Ele publicou ainda os ensaios “Manual do Tradicionalista” e “Catálogo da Mostra de Folclore Juvenil”. Foi vocalista dos conjuntos “Os Gaudérios” e “Quitandinha Serenaders” entre 1950 e 1955, além de atuar na Rádio Farroupilha e Rádio Nacional do Rio de Janeiro, de 1948 a 1955. Mas sua ligação com a música foi ainda mais profunda: Cigarro de Palha, Porongo Velho, Tropereada, O Rum é a Gente que Abre, Casa Grande de Estância (com Luiz Telles), entre outras.

## Obras
Obras poéticas:
- Chimarrão
- Velho Poncho
- Mãe Gaúcha
- Borracho
- Pala Azul
- Viola Missioneira
- Filho do Pampa
- Cordeona
- Lenda do Quero-Quero
- Negro do Pastoreio
- Lenda da Adaga
- Garrucha
- Lenço Colorado
- Mateando
- Gaudério
- Saudade
- Estrada
- Pra o fim da cancha

Escreveu e atuou no filme Abas Largas, do cinema gaúcho.

## Livros
- Manual do tradicionalista‎ - 1968
- Mostra de folclore infanto-juvenil: catálogo em prosa e verso‎ - 1982
- Poesias. Coleção pampeana. Editora AGE Editora, 1992